# 苻训英
苻訓英（4世纪—407年），十六国后燕昭文帝慕容熙的天王皇后。
苻訓英的父亲是前秦的皇族苻謨，驻守河北时，迫于后燕强大的军事压力，而投降后燕。永康二年（397年），苻謨担任后燕都城中山（今河北保定）尹，当时北魏南下，后燕惠愍帝慕容宝放弃了中山城，逃亡和龍（今辽宁朝阳）。苻謨被开封公慕容詳杀害，慕容詳在中山自立为帝，苻謨家族惨遭屠杀。
苻訓英和她姐姐苻娀娥却没有被杀（可能她们当时没有在中山）。長樂三年（401年）闰八月，慕容宝的儿子昭武帝慕容盛被杀，慕容宝的弟弟慕容熙即位。光始二年（402年）十一月，慕容熙封苻娀娥为贵人、苻训英为贵嫔，对她们宠爱有加。这使慕容熙忽视了和他通奸并帮助他继承大位的丁太后（慕容盛的母亲）。丁太后因妒生恨，打算废黜慕容熙，另立慕容宝的儿子慕容淵，不料计划败露，丁太后被迫自杀。
光始三年十二月二十（404年1月18日），慕容熙立苻訓英为后。为了满足苻氏姐妹极尽奢华，割据辽西的后燕财富日渐枯竭。光始四年（404年）秋七月，苻娀娥患病而亡。慕容熙将治疗她的医生全部车裂，然后焚毁尸体。苻娀娥死后，慕容熙更加宠爱苻訓英。苻訓英喜欢打猎和旅行，光始四年（404年）冬十一月，慕容熙和苻訓英一起游猎，北至白鹿山（今内蒙古通辽），东至青嶺（在都城龍城（今辽宁锦州）东200里），南至沧海（今河北秦皇岛），五千馀护卫士卒冻死或者被虎狼所害。因为负责的官员没有找到苻訓英想吃的夏天的鱼酱、冬天的鲜地黄根（都是难以得到的），慕容熙将他们全部杀死。
光始五年（405年）春，苻訓英随慕容熙东征高句丽，正月廿六，兵临辽东城（今辽宁辽阳）下，城将陷落时，慕容熙命令士卒说先铲平城墙，以便与皇后乘辇而入。这样就延迟了攻城的时间，高句丽得以严备，所以没有攻陷辽东城。
光始六年（406年）初，苻訓英又随慕容熙北征契丹部落。当发现契丹兵强而意欲撤军时，苻訓英不从，慕容熙遂于二月初二弃辎重，轻兵袭高句丽，最后征高句丽也失败而回。
光始七年（407年），慕容熙为苻訓英修建新宫承華殿，负土于北门，土与谷物同价。建始元年（407年）夏四月癸丑，苻訓英病逝，慕容熙哀痛过度，决定为苻訓英修一座宏伟的祭庙，强迫嫂子高阳王妃张氏（慕容隆之妻）自杀为苻訓英殉葬，慕容熙强迫官员们为苻訓英哭丧，谁要是没有眼泪，就重重地处罚谁。官员们只好用辛辣之物来刺激流泪。葬禮期間，慕容熙曾經命令開棺再細看苻訓英的樣貌，更與苻訓英之屍體性交。
9月13日，苻訓英準備下葬於徽平陵，慕容熙出城参加了苻訓英的送葬队伍。苻訓英的靈車因為過於高大，致使必須拆毀皇宮的北門才得以出城。也因此，當時城中百姓見此狀，紛紛認為自毀門戶的舉動，隱含著慕容政權的即將衰亡。9月14日，在城里的士卒在汉人冯跋领导下叛乱。慕容熙得知後將苻訓英靈柩放置在南苑，立即帶兵進攻北門，但不能攻克。9月15日，拥立慕容宝的养子慕容云（高云）为天王，即北燕惠懿帝。9月16日，慕容熙兵败被擒杀。次年三月庚申（5月7日），高云将慕容熙、苻訓英以王礼合葬。